# Chapelle de l'hospice de Rue
La chapelle de l'hospice de Rue est située dans le centre du bourg de Rue, dans le département français de la Somme au nord de la Baie de Somme.

## Histoire
L'hospice de Rue fut construit vers 1186 pour accueillir pauvres et pèlerins qui venaient à Rue ou qui partaient à Saint-Jacques de Compostelle. La fondation fut confirmée par le pape Urbain III. L'hospice fut saccagé, en 1496, par les Anglais. Au début du XVIe siècle, une confrérie d'anciens pèlerins de Compostelle fit rebâtir la chapelle dédiée à saint Nicolas et saint Jacques le Majeur. Sur la poutre de gloire dans la nef, figure l'inscription : « En l'an quinze cent et sept fut fait ce chœur et l'an quinze cent douze fut cette nef faite ». Le chœur prévu ne fut voûté qu'en 1755, date figurant sur une des clefs de voûte. À la Révolution française, la chapelle fut transformée en grange et un faux-plafond protégea les parties hautes. La façade occidentale a été reconstruite en brique à la fin du XIXe siècle dans un style rappelant l'architecture flamande. La chapelle est protégée au titre des monuments historiques : classement par arrêté du 2 juin 1921

## Caractéristiques

### Extérieur
La chapelle est construite en pierre. On remarque deux parties distinctes dans cette chapelle : la nef et le chœur, légèrement plus étroit que la nef et terminé par une abside à trois pans. Le clocher octogonal coiffe la jonction de la nef et du chœur, il est recouvert d'ardoises.

### Intérieur
L'édifice est voûté de bois en forme de carène de bateau. Plusieurs statues sont conservées dans la chapelle et ses sablières où sont ornées de scènes de chasse et de feuillages stylisés ainsi que des trois attributs de saint Jacques. Les statues de saint Jacques, saint Nicolas et sainte Marthe sont du XVe tandis que celle de la Vierge à l'Enfant est datée du XIVe siècle.

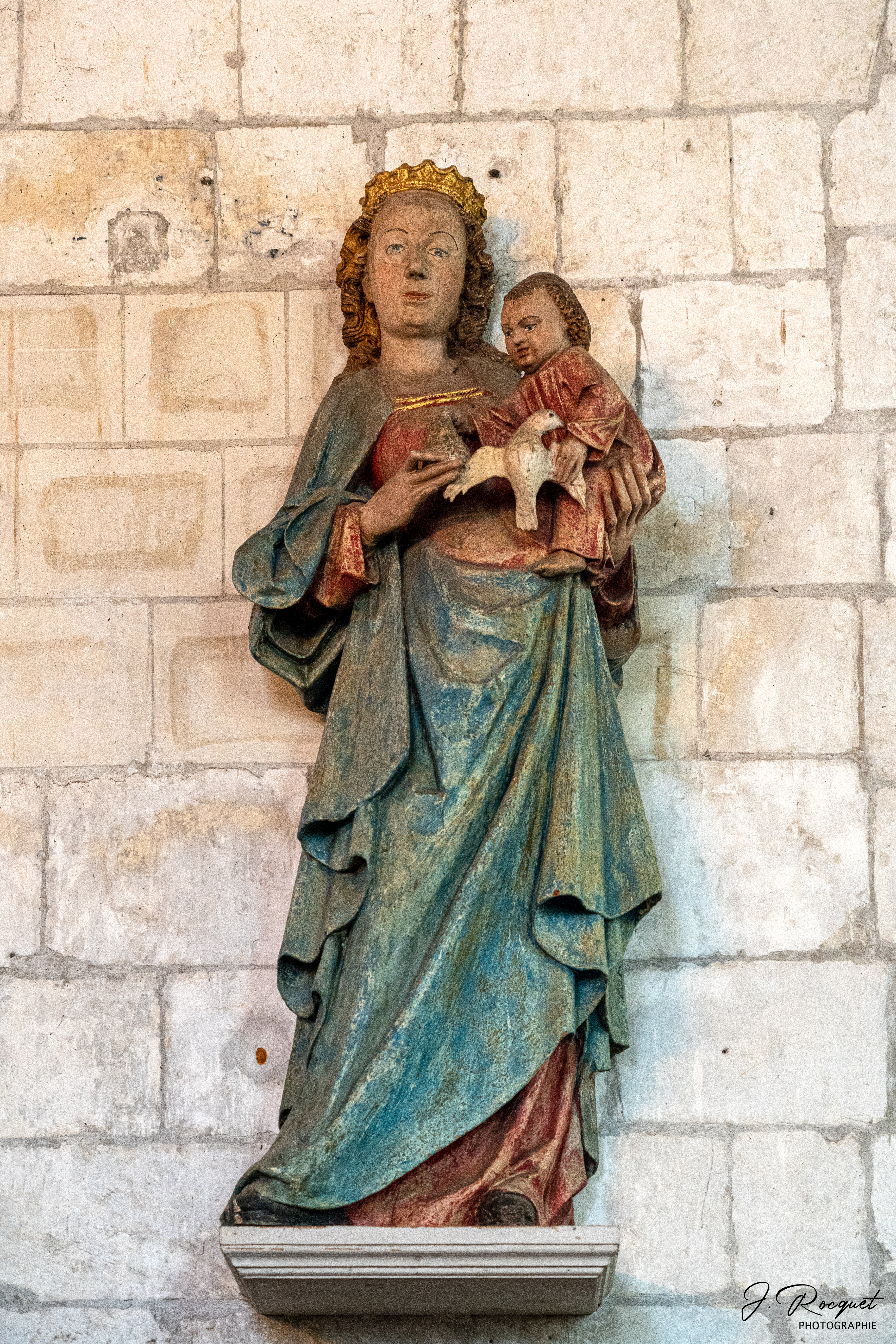
Vierge à l'Enfant en bois polychrome.
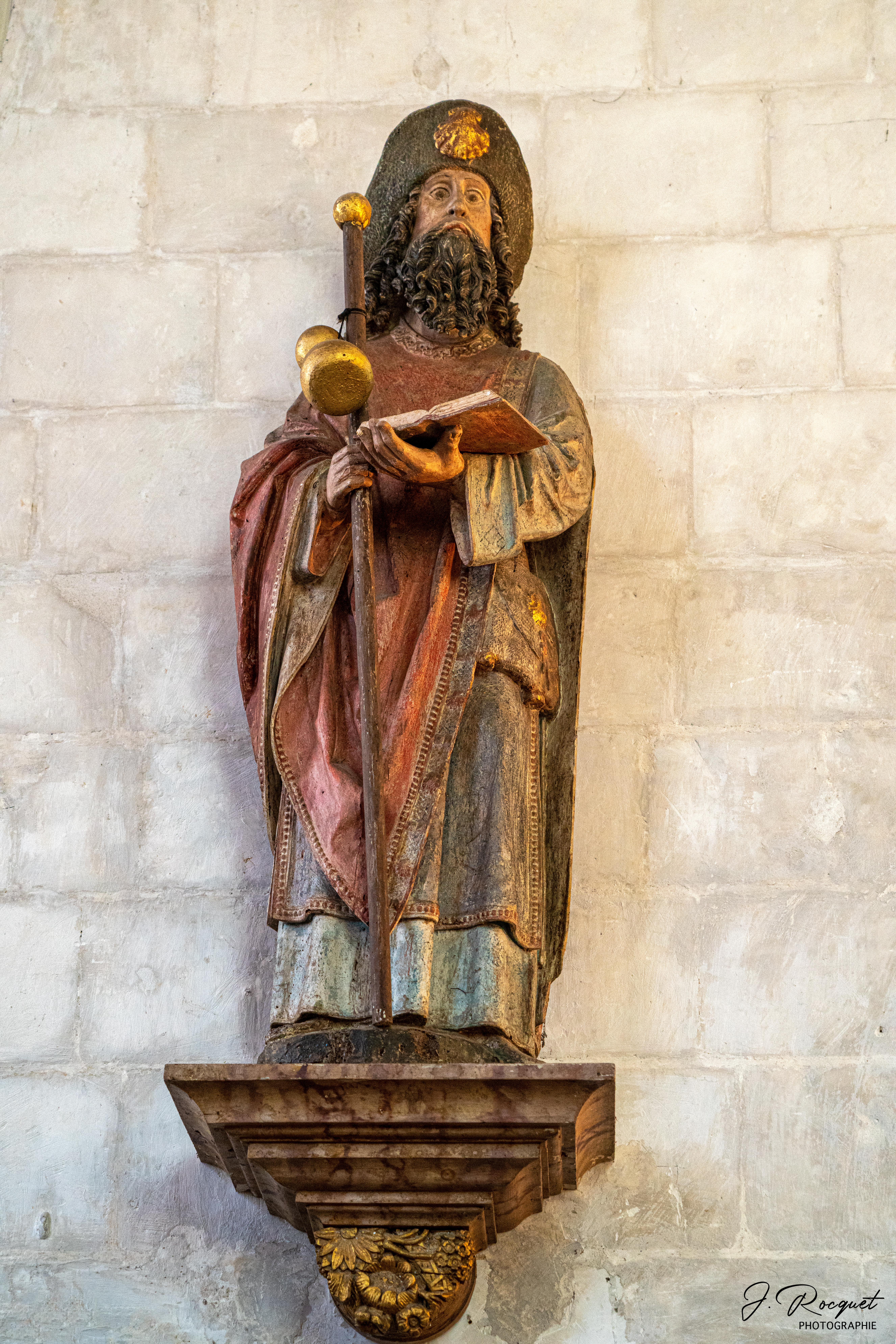
Statue de Saint Jacques.
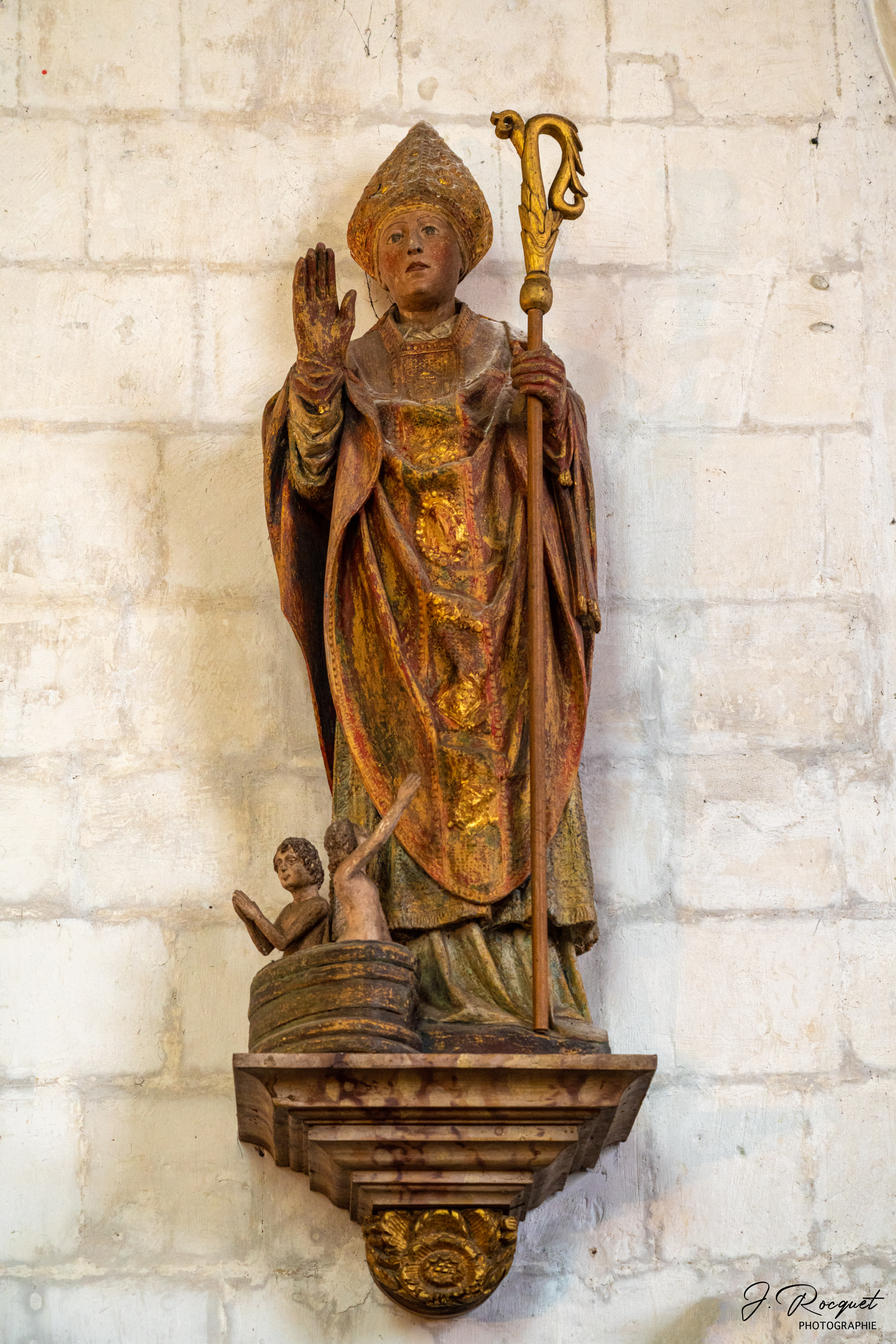
Statue de Saint Nicolas.
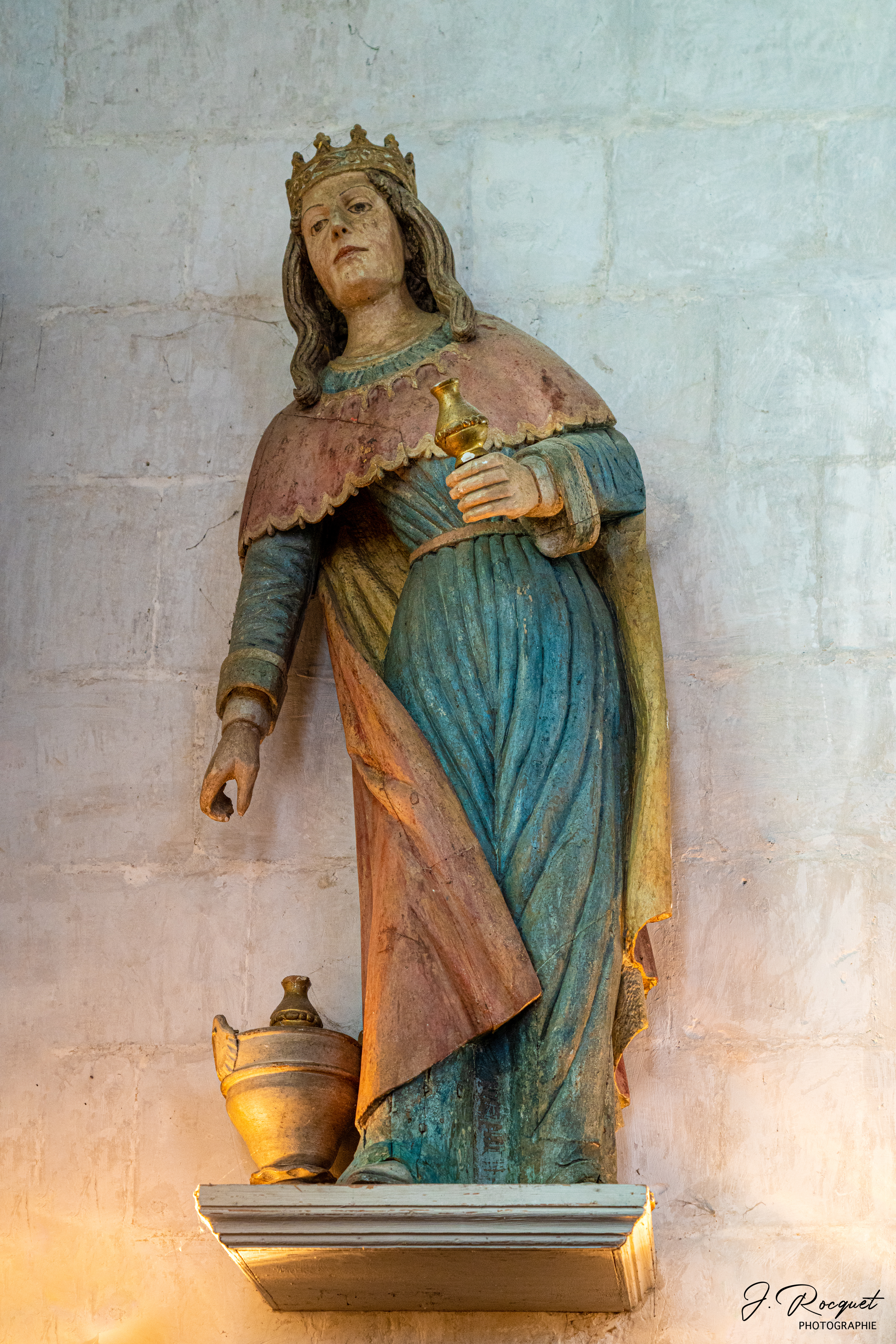
Sculpture en bois polychrome de Sainte Marthe.

Le chœur est orné de boiseries et de stalles du XVIIIe siècle. Au-dessus du maître-autel, un tableau représentant saint Augustin est attribué à Philippe de Champaigne.